# دانیل دانتاس
دانیل دانتاس (انگلیسی: Daniel Dantas (actor)) یک هنرپیشه اهل برزیل است. وی از سال ۱۹۷۵ میلادی تاکنون مشغول فعالیت بوده‌است.